# アイガー

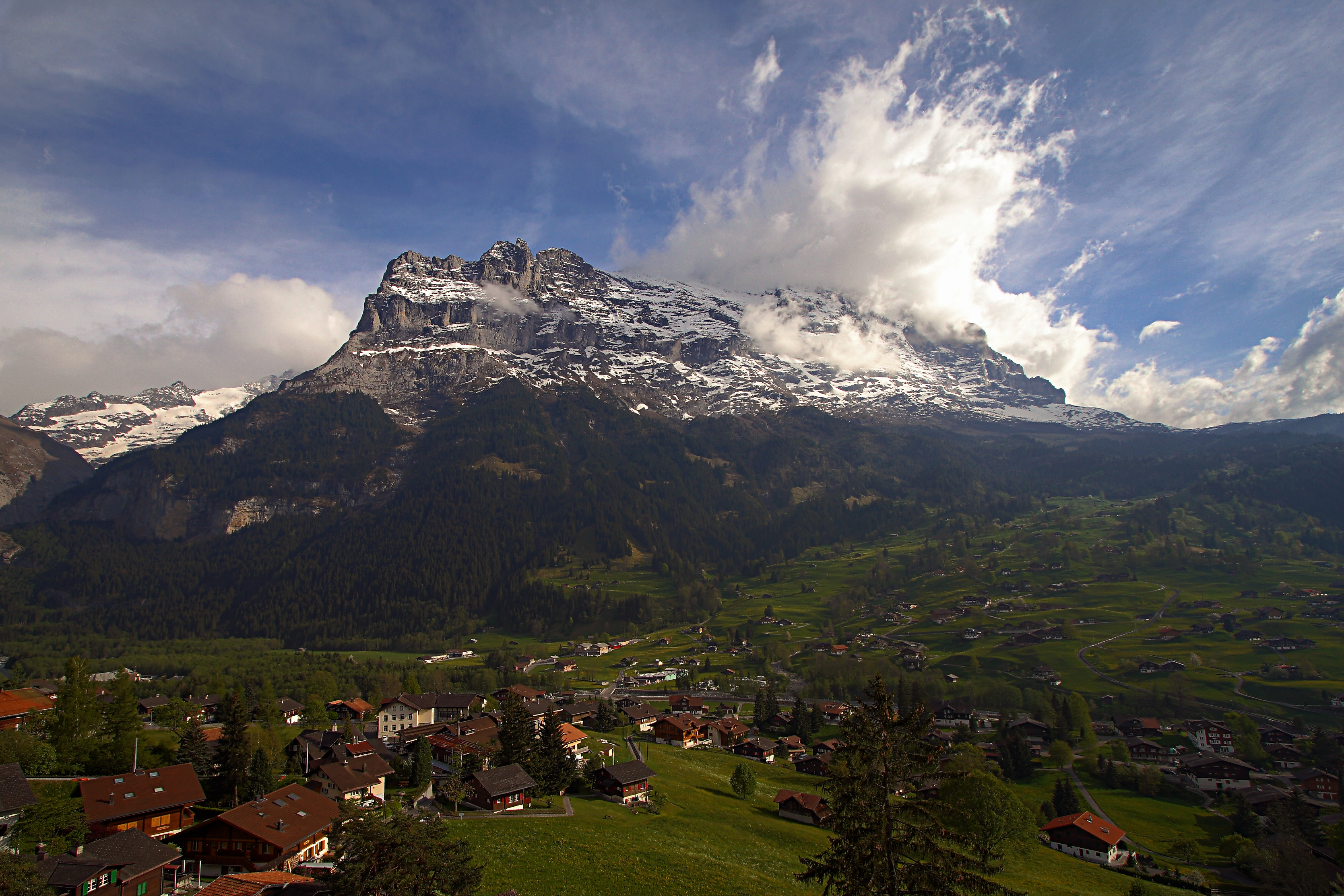
グリンデルヴァルトとアイガー

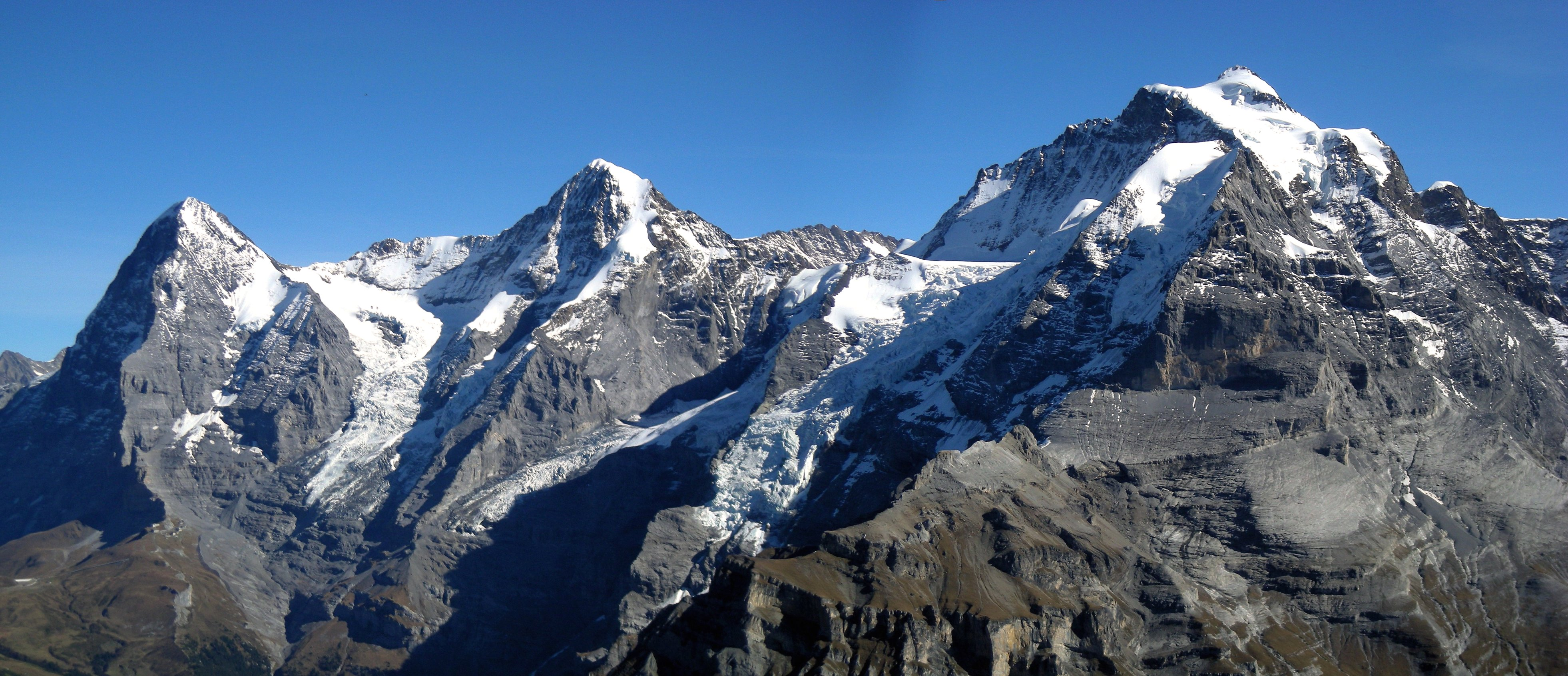
オーバーラント三山
左からアイガー、メンヒ、ユングフラウ

アイガー（Eiger）は、ベルナーアルプスの一峰でスイスを代表する山。標高は3,970m。アイガーから発し、アイガー西壁の麓、メンヒとの間にはアイガーグレッチャーの氷河が流れる。

## 概要
ユングフラウ、メンヒと並び、いわゆるオーバーラント三山の1つとされる。アイガー北壁は高さ1,800mの岩壁で、グランド・ジョラスの北壁、マッターホルン北壁とともに、困難な三大ルートの1つとして知られ、アルプスの三大北壁と呼ばれている。アイガーの北壁は、1934年から1958年までに25回の登頂が試され、13回67名が登頂に成功したが、15名の死者が出ている。

## 登頂歴
- 1858年8月11日、チャールズ・バリントン (登山家)（英語版）とガイド2名が初めて登頂に成功する。
- 1871年7月14日、南西稜からの登頂に成功。
- 1876年7月31日、南尾根からの登頂が成功され、北東山稜だけが未踏破となる。
- 1921年9月10日、日本の槇有恒の隊によって北東山稜（ミッテルレギ稜）から初登頂する。その成功はアルプス登山史上に一期を画しただけでなく、日本の登山に大きな影響を与えた。

## 北壁の登攀史
- 1934年、ドイツのW･ベックとG･レーヴィンガーが史上初のアイガー北壁挑戦を試みるも、標高2,900ｍ付近から滑落して死亡。
- 1935年8月21日、マックス・ゼドゥルマイヤーとカール・メーリンガーが北壁に挑んだが、第3雪田の上の標高3,300m付近で凍死する。それ以降、この場所は「死のビバーク」と呼ばれるようになった。
- 1936年 - アイガー北壁遭難事故（ドイツ語版）ナチスが成功者にはベルリンオリンピックの金メダルを与えると約束。ドイツのアンドレアス・ヒンターシュトイサー（ドイツ語版）とトニー・クルツ（ドイツ語版）、オーストリアのエドゥアルド・ライナー（ドイツ語版）とヴィリー・アンゲラー（フランス語版）の2隊が競いながら登頂を目指し、ヒンターシュトイサーが第1雪田の下の難しい振り子トラバース（ヒンターシュトイサー・トラバース）に成功、さらに「死のビバーク」を越える位置まで登攀する。しかしアンゲラーが負傷したことから2隊は助け合いながら下山することを決定、天候の悪化からビバークを余儀なくされる。7月21日、ザイルを回収してしまったことが仇となってヒンターシュトイサー・トラバースで行き詰る。そのため北壁に開いているユングフラウ鉄道・アイガーヴァント駅（英語版）の坑道からの脱出を試みて懸垂下降を繰り返したものの、クルツを除く3人が墜落などで相次いで死亡。クルツも救助隊の元にザイルで下りる際にカラビナにザイルの結び目が引っかかる悲劇に見舞われてしまう。体力を消耗し切っていたクルツは結び目を外すことが出来ずにぶら下がったまま、7月22日、「もうダメだ」の一言を残して力尽きる。救助隊のわずか数メートル上であった。この事件により、ベルン州の州議会は北壁の登攀を禁止する決議を採択する（翌年、条件付きで緩和）。
- 1937年、ルードヴィッヒ・フェルク（ドイツ語版）とマティアス・レビッシュ（ドイツ語版）のドイツ・オーストリア混成隊が死のビバーク地点まで到達するものの悪天候により撤退。北壁上部からの最初の生還者となる。
- 1938年7月24日、アンデルル・ヘックマイヤー（ドイツ語版）、ルードヴィッヒ・フェルク（ドイツ語版）（ドイツ隊）、ハインリッヒ・ハラー、フリッツ・カスパレク（オーストリア隊）がアイガー北壁初登攀。両隊は登頂開始時は別々のパーティだったが、後から登頂に挑んだドイツ隊がオーストリア隊に追いついた時点で同一パーティを組み、初完登に成功した。
- 1947年、リオネル・テレイ（フランス語版）、ルイ・ラシュナル（フランス語版）（フランス隊）が第二登。
- 1961年3月12日、トニー・ヒーベラー（ドイツ語版）、トニー・キンショーファー（ドイツ語版）ら4人が冬季初登攀。
- 1963年8月3日、ミシェル・ダルベレイ（フランス語版）が単独初登攀。
  - 芳野満彦、大倉大八が日本人として初めてアイガー北壁に挑む。岩壁の半分以上の地点まで達したが、悪天候に阻まれ撤退している。
- 1964年9月3日、デイジー・フォーグが女性初登攀。
- 1965年8月16日、高田光政が日本人初登攀。登頂まであと300mというところで、パートナーの渡部恒明が墜落・負傷したため救助を求めるために山頂を経由した際に達成。しかし渡部はその間に謎の墜死を遂げた。一説には骨折の痛みと孤独に耐えきれずに自らザイルを解いたとも言われている。これを元に新田次郎が「アイガー北壁」という小説を書いている。
- 1966年3月25日、ジョン・ハーリン（英語版）率いる米英独混成チームが冬季直登に成功。ユマーリング中のロープ切断のため、ハーリンは3月22日に墜死したが、彼を讃えてジョン・ハーリン・ルートと呼ばれている。
- 1969年7月、辰野勇、中谷三次の2人が、日本人としては二番目となる北壁登攀に成功。辰野は当時の世界最年少記録（21歳）。
- 1969年8月15日、加藤滝男、今井通子、加藤保男、根岸知、天野博文、久保進の6人が「赤い壁」直登ルートを拓く。加藤滝男が山頂直下でザイル無しで墜落したが、運良く固定ザイルに引っかかって九死に一生を得た。
- 1970年1月27日、森田勝、岡部勝、羽鳥祐治、小見山誓雄4人が、冬季日本人初登攀。
- 1970年3月21日、遠藤二郎、星野隆男、小川信之、三羽勝、嶋村幸男、高久幸雄、深田良一の7人が、冬季直登ルート日本人初登攀[1]。
- 1978年3月9日、長谷川恒男が冬季単独初登攀[1]。
- 1981年8月25日、スイス人ウエリ・ビューラーが8時間で登攀。
- 2008年2月13日、ウーリー・ステックが2時間47分33秒で登攀し、自らが持つ冬期単独登攀の最速記録を更新。
- 2011年4月20日、ダニ・アーノルドが2時間28分33秒で登攀 ※固定ロープ使用
- 2015年11月16日、ウーリー・ステックが2時間22分50秒で登攀し、冬期単独登攀の最速記録を更新。

## アイガーの姿

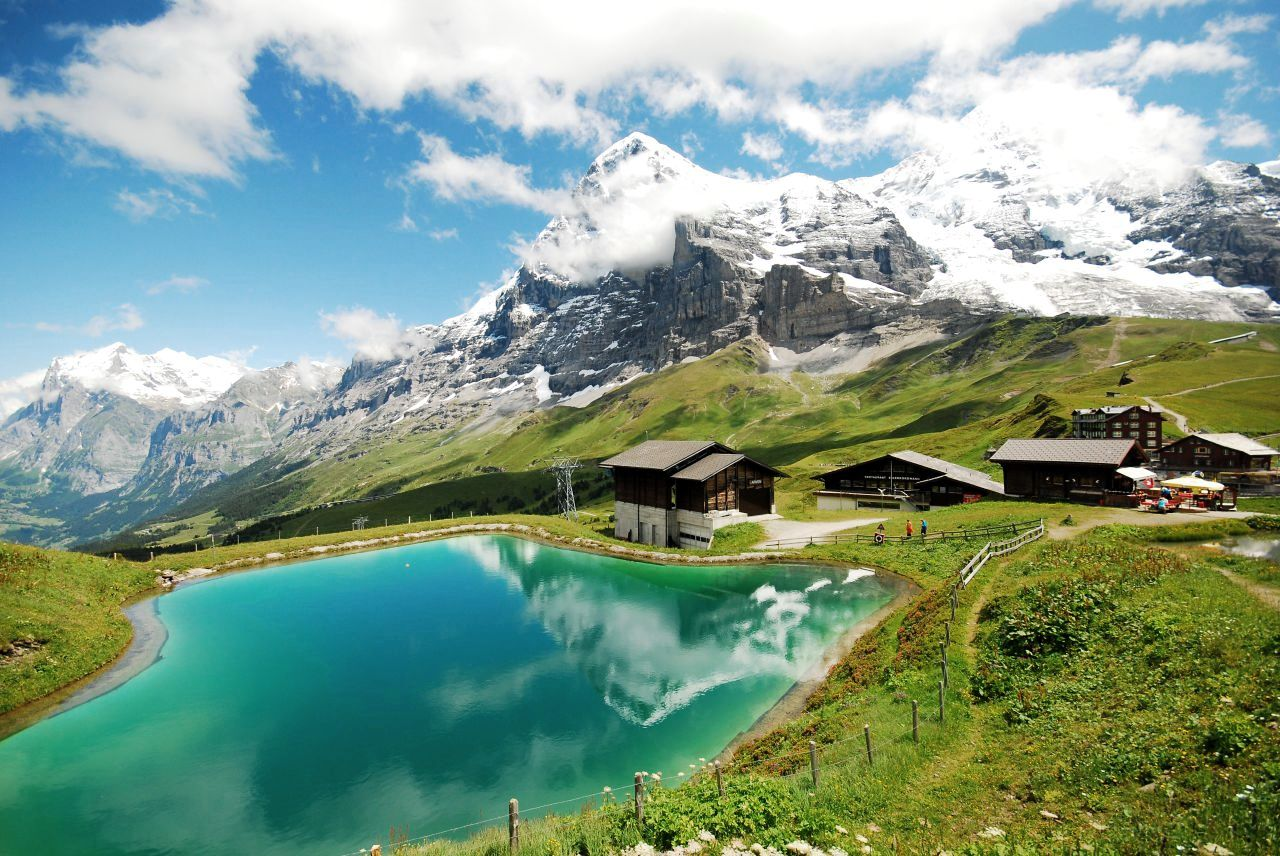
クライネ・シャイデック峠から
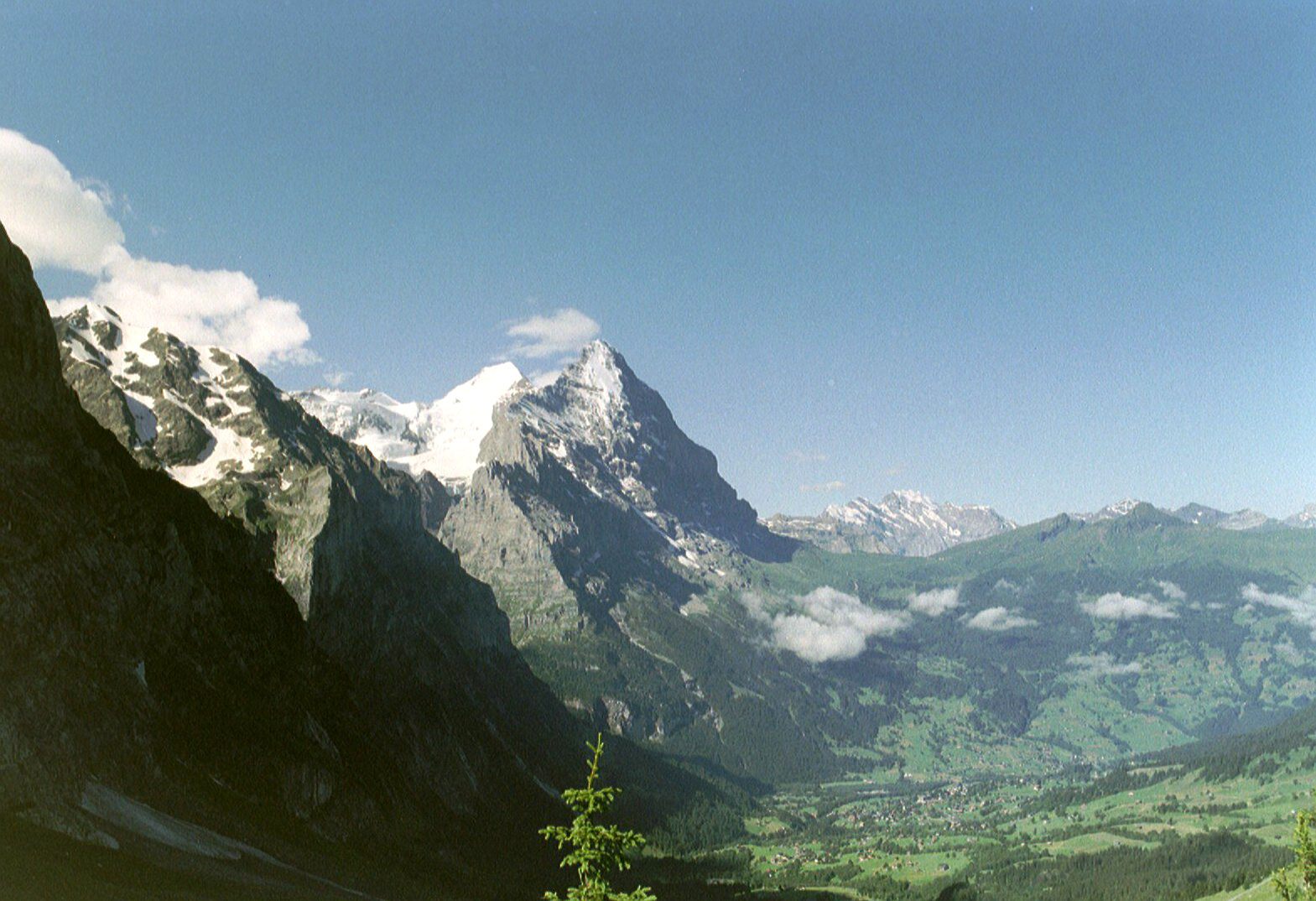
グリンデルヴァルトとアイガー
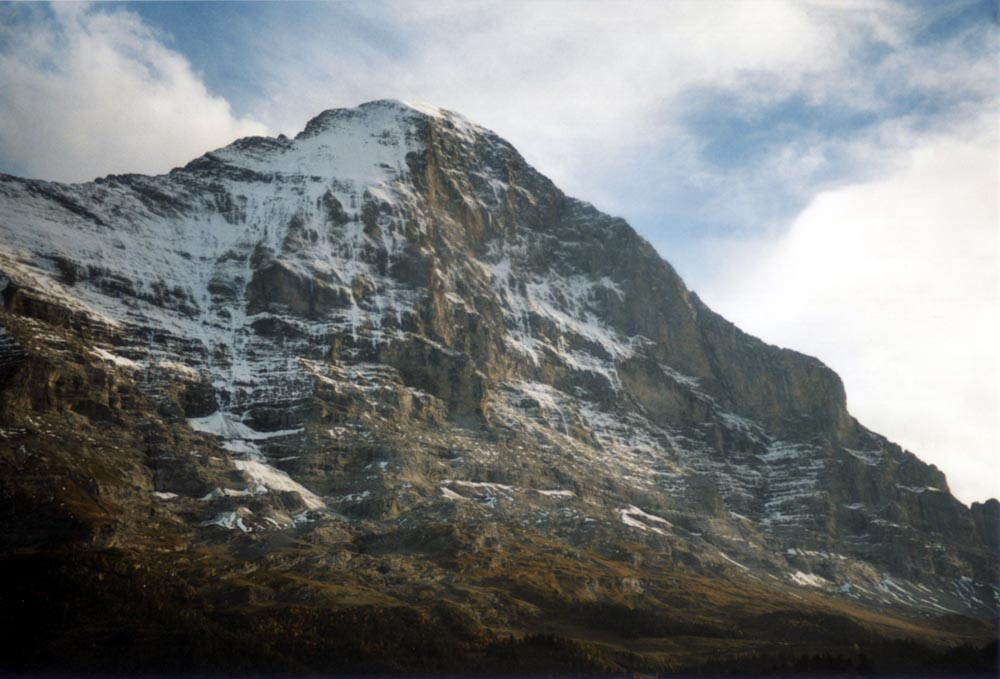
北壁を間近から
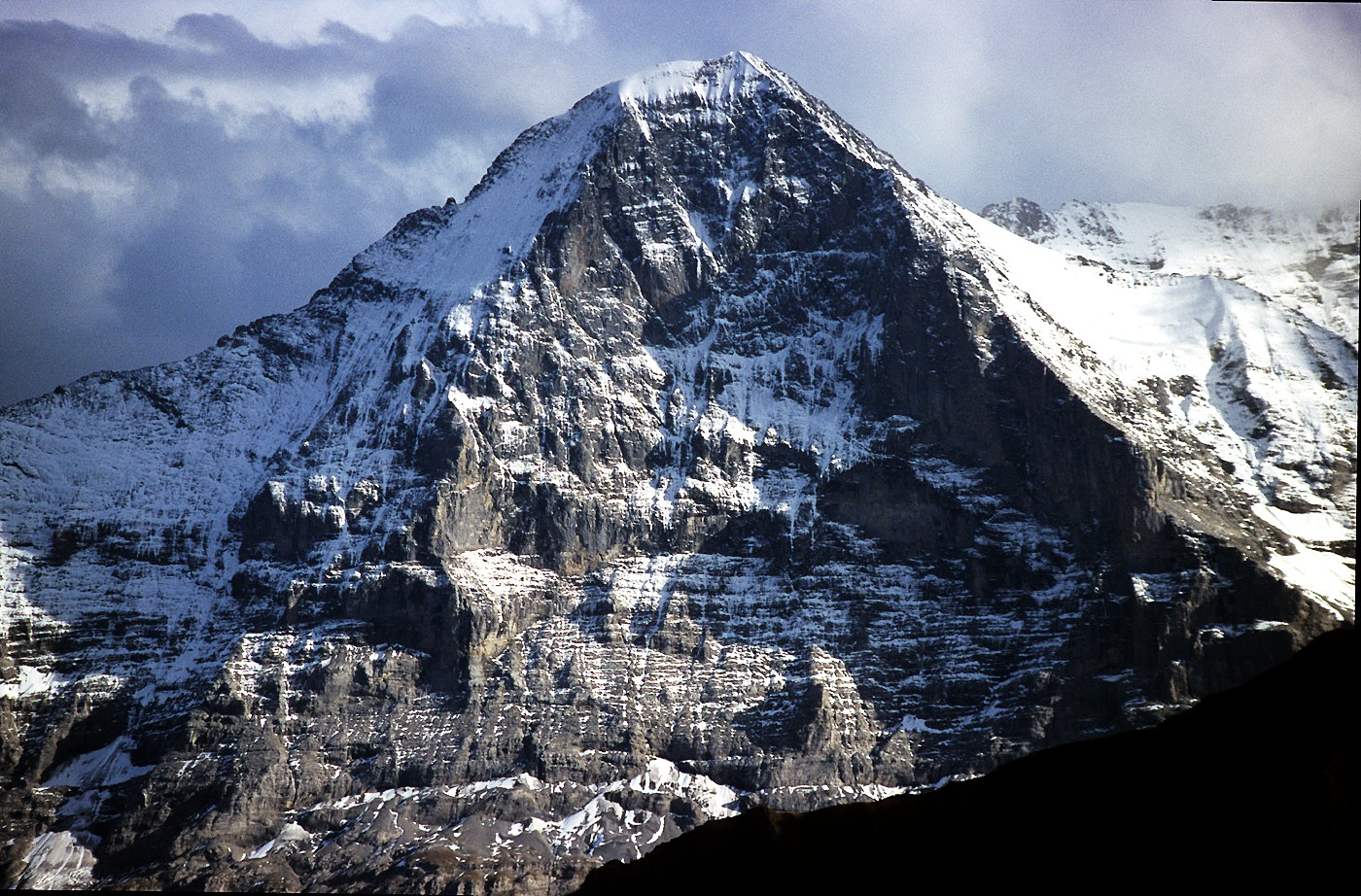
北壁を正面から

## アイガーを舞台とした作品
- アイガー・サンクション（トレヴェニアンの小説でクリント・イーストウッド監督・主演で映画化）
- 運命を分けたザイル2（2007年のイギリス映画） - ドキュメンタリー映画であるが、前項のヒンターシュトイサーらの遭難の顛末がドラマで再現されている。
- アイガー北壁（2008年のドイツ映画） - ヒンターシュトイサーたちの悲劇を描いた。（日本国内では、同作品が2010年に全国上映されている）
- 小説『北壁の死闘 (Traverse of the Gods)』（ボブ・ラングレー（英語版）） - 主人公は前項のヒンターシュトイサー達が遭難した登山行に参加する予定であったが、恐怖心から直前になって参加を諦めた（代わりにアンゲラー達が参加したことになっている）経歴の持ち主である、という設定。主人公の回想シーンで遭難事故の状況が史実に沿った形で語られている。救助隊の目前で凍死したクルツの悲劇的な最期が詳述されている。
- 小説『北壁』（石原慎太郎）
- 小説『アイガー北壁』（新田次郎）
- 小説『星と嵐』（1954年の小説、1955年のフランス映画） - 原作者ガストン・レビュファが映画化。1955年にトレント市が主催する「国際山岳探検映画祭」でグランプリを受賞[2]。
- グランツーリスモシリーズ（レースゲーム）　-　アイガー北壁コースという名称でグランツーリスモHDコンセプトで初登場。グランツーリスモ5プロローグにも実装され、グランツーリスモ5ではオリジナルコースとなっている、またダートコースが追加された。なお、このコースが実装されているのは先述のグランツーリスモHDコンセプト・グランツーリスモ5プロローグ・グランツーリスモ5・グランツーリスモ6・グランツーリスモ7である。グランツーリスモ7ではショートコースのみの実装となっている。